# Lingua cinese standard
Il cinese standard, talvolta detto anche mandarino standard (dall'inglese Standard Mandarin), mandarino moderno standard e cinese moderno standard, è la varietà standard per la lingua cinese, ufficializzata per la prima volta nel 1932 in quella che era allora la Repubblica di Cina. È una delle sei lingue ufficiali dell'ONU ed è adottata come lingua ufficiale dalla Repubblica Popolare Cinese (in base alla Costituzione del 1949), da Taiwan e da Singapore. In quanto varietà standard, è dotata di un vocabolario, grammatica e pronuncia standardizzati.
Sebbene si tratti della stessa lingua, essa ha nomi ufficiali diversi a seconda dello stato: nella Repubblica Popolare Cinese, si chiama putonghua (普通話T, 普通话S, pǔtōnghuàP, lett. "lingua, parlata comune"), a Taiwan si chiama guoyu (國語T, 国语S, guóyǔP, kuo-yüW, lett. "lingua nazionale"), mentre a Singapore e in Malaysia viene chiamata huayu (華語T, 华语S, huáyǔP, lett. "lingua cinese").
Il cinese standard, siccome si basa come pronuncia sul dialetto di Pechino, viene solitamente raggruppato nella famiglia detta "cinese mandarino", parlata nel settentrione. Questa varietà, secondo Ethnologue 2022, ha 1,118 miliardi di parlanti totali (la lingua cinese in totale ne ha 1,3 miliardi) e, come numero di parlanti madrelingua L1, è la lingua più diffusa al mondo. Come parlanti totali, nel mondo nel 2022 è appena dietro l'inglese (1,452 miliardi di parlanti totali).

## Approfondimenti sui termini
Si inseriscono sotto alcuni punti per distinguere dei termini precisi nel vasto gruppo della "lingua cinese" per non confonderli in toto con il concetto vasto e onnicomprensivo di "lingua cinese". In fondo, si parla pure del "cinese moderno standard".
- La parola "lingua cinese" (hanyu) include tutti i dialetti, le varietà storiche e la lingua moderna standard nell'istruzione, e fissata per Costituzione. I dialetti in Cina sono numerosi e non intelligibili tra loro e la dialettologia è solita dividerli in famiglie (ogni gruppo ha un suo nome per identificarlo al meglio). Per quanto non siano la lingua standard, alcuni di essi (per esempio cantonese e shanghainese) sono molto diffusi e prestigiosi e, in generale, i dialetti meridionali conservativi vengono utilizzati per ricostruire e studiare il primo cinese medio (o anche il cinese antico, siccome i dialetti min insieme alle lingue bai discendono dal cinese antico), da cui nascono le pronunce di gran parte degli hanja, kanji e han tu' del chu' nom.
- Il concetto di "lingua cinese" (hanyu) non va confuso con il cinese mandarino, che è invece una delle famiglie dialettali della lingua cinese (dunque sono "lingua cinese", ma "cinese mandarino" si riferisce a questa precisa famiglia dialettale). La pronuncia standard del cinese moderno standard (vedi avanti) è stata infatti definita ispirandosi alla pronuncia delle parlate appartenenti al gruppo del cinese mandarino, la più grande famiglia linguistica tra quelle in cui si possono raggruppare e classificare i parlanti di cinese. Il più importante gruppo dialettale del cinese moderno è proprio il mandarino: si stima che almeno il 70% di tutti i parlanti nativi del cinese utilizzino una parlata appartenente al gruppo del mandarino[2]. Il dialetto più famoso è quello di Pechino.
- A questo proposito, la lingua cinese (hanyu) non è da confondere con il dialetto settentrionale più prestigioso e che forma la base di gran parte della varietà standard, cioè il beijinghua (dialetto di Pechino): è una "lingua cinese", ma per la precisione è un dialetto in particolare.
- La lingua cinese (Hanyu) include anche le varietà storiche, aventi comunque nomi precisi per identificarle al meglio ed evitare di fare confusione: cinese antico, cinese degli Han orientali, primo cinese medio, tardo cinese medio, primo mandarino, mandarino medio, mandarino tardo-imperiale, a cui si aggiungono anche le varietà base dei dialetti da cui discendono le parlate locali, ad esempio proto-, in e proto-yue.
- Il mandarino medio e il mandarino tardo-imperiale sono collegati direttamente alla varietà standard usata dagli amministratori della burocrazia imperiale, che è detta "guanhua" (官话), "la lingua degli ufficiali/il dialetto di corte", usato dunque durante la dinastia Ming e Qing. Lo standard di pronuncia di questa varietà koiné era quella di Nanchino, poi sostituita con quella di Pechino (in cui, per esempio, avvengono numerose palatalizzazioni di consonanti) durante il periodo di massimo splendore della dinastia Qing, che aveva peraltro spostato la capitale da Nanchino a Pechino. La grammatica usata per scrivere i documenti era quella del wenyan, cioè il cinese classico.
- "Cinese classico" si riferisce alla grammatica letteraria, la grammatica arcaica e colta del "wen" (con pronuncia in cinese antico e, a partire dal Rinascimento Cinese e khanato mongolo, rispettivamente in cinese medio e primo mandarino) in contrapposizione con il baihua e con la grammatica moderna standard. "Letteraria" comunque non indica un limite: il baihua è stato usato per scrivere famose opere letterarie, ad esempio Il sogno della camera rossa di Cao Xueqin, vissuto nel Settecento.
- Infine, la "lingua cinese" (hanyu) include anche la varietà moderna standard imparata dagli stranieri di tutto il mondo come L2 a scuola o in famiglia o imparata come L1 (lingua nativa) accanto al dialetto, se si eccettuano i casi di parlanti nativi cinesi e non che imparano un dialetto prestigioso e/o conservativo come lo shanghainese e il cantonese o un minnan/hokkien e simili. Il puntonghua o guoyu o huayu indicano tutti e tre il cinese moderno standard, cioè la parlata comune per Costituzione che si studia a scuola o quando si vuole imparare il cinese standard, che si parla all'ONU insieme ad altre cinque lingue e si usa nell'amministrazione nella RPC. Questa parlata è basata come pronuncia sul dialetto di Pechino ed è influenzata dal baihua (ma non solo) a livello grammaticale. In alcune espressioni proverbiali formate da 4 o 8 caratteri, i chengyu, si possono notare strutture del cinese classico. "Puntonghua" (普通话), "parlata comune/corrente" è il nome del cinese moderno standard in cinese utilizzato nella RPC, mentre "zhongwen" (中文) si riferisce per la precisione alla sua versione formale scritta (la grammatica è pressoché identica a quella colloquiale, ma chiaramente è scevra da colloquialismi), che sostituisce il wenyan (文言). Un terzo nome possibile è, letteralmente, "cinese-standard" 标准汉语. "guoyu" (国语), "parlata nazionale" è il nome del putonghua originale usato tuttora a Taiwan. "huayu" (华语), "parlata cinese/hua", è il nome usato a Singapore e nel resto dell'Asia ("gua" è diverso da "han" perché il primo si riferisce a tutti i cinesi in Cina, Asia e nel mondo, mentre "hàn" si riferisce all'etnia di maggioranza in Cina e nel mondo, a cui si affiancano le minoranze etniche; "hàn" deriva dal nome della dinastia Han, che a sua volta prende il suo nome da quello di un fiume in Cina, il fiume Han). Storicamente, il cinese moderno standard è stato creato e reso ufficiale già nel 1932 con il nome di "guoyu" dalla Repubblica di Cina a seguito della caduta della dinastia Qing con l'abdicazione dell'ultimo imperatore Puyi nel febbraio 1912 dopo la rivolta di Wuhan. La lingua, detta poi putonghua, è stata dichiarata standard dalla fondazione della Repubblica Popolare Cinese da parte del leader dei comunisti Mao Zedong, decisione presa il 1º ottobre 1949.

## Contesto linguistico
Analizzata dal punto di vista della linguistica, la lingua cinese è in realtà un vasto insieme di lingue, che raccoglie al proprio interno differenti famiglie linguistiche, a loro volta composte da centinaia di parlate locali e forme dialettali. Sebbene dotate di alcune caratteristiche comuni (quali la tonalità, l'ordine SVO, ecc.), molte di queste lingue non sono mutuamente intelligibili, ma sono comunque tutte accomunate da un unico sistema di scrittura basato sui caratteri cinesi.
Questa miriade di parlate locali viene tradizionalmente classificata ricorrendo a pochi vasti raggruppamenti, famiglie di lingue affini che nella linguistica moderna vengono chiamati "gruppi dialettali". Ciascun gruppo dialettale raccoglie una vera e propria famiglia linguistica che contiene decine o centinaia di parlate locali. Nell'ambito della tradizione cinese, i gruppi dialettali erano visti come "dialetti" di un'unica lingua cinese, visione che veniva giustificata alla luce di considerazioni culturali, storiche e politiche.
A seconda delle classificazioni adottate, si possono distinguere da 7 a 15 gruppi dialettali per il cinese parlato. Il più importante gruppo dialettale è il cinese mandarino o lingua mandarina, una grande famiglia di lingue, varianti locali e dialetti caratteristici del nord-est della Cina (北方话S, běifānghuàP, lett. "lingua del nord"), che si stima vengano usati da almeno il 70% dei parlanti nativi di cinese.

## Storia
Agli inizi del Novecento, prendendo spunto da alcuni elementi fonetici provenienti da una variante locale della lingua mandarina parlata nei dintorni di Pechino, quello che si potrebbe chiamare "dialetto di Pechino" (北京話T, 北京话S, běijīnghuàP) ed elementi provenienti da altre varianti linguistiche (dialetti) appartenenti al cinese mandarino, venne elaborata e definita la pronuncia standard per la lingua cinese.
Questa pronuncia standard, battezzata pǔtōnghuà (普通話T, 普通话S, lett. "lingua comune"), nasceva con l'intento di stabilire ufficialmente una lingua franca mediante la quale tutti i cittadini dello stato cinese fossero in grado di comunicare tra di loro a prescindere dalla propria parlata natìa. Il putonghua fu adottato come standard ufficiale dalla Repubblica di Cina nel 1932 e fu mantenuto dalla Repubblica Popolare Cinese, fondata nell'ottobre 1949. Da allora è divenuto la lingua di insegnamento del cinese tanto per i cinesi quanto per i non cinesi ed è la lingua usata da tutti i cinesi per capirsi tra loro, a meno che provengano dalla stessa area dialettale. È correntemente noto e parlato anche a Taiwan (in cui viene chiamato ancora "guoyu", cioè con il nome originale), Singapore, nella Malaysia e nelle Filippine. A questi parlanti nativi e non, si aggiungono i parlanti non nativi (L2) in tutto il mondo.

## Scrittura, pronuncia, toni ed erizzazione
Per la scrittura, il cinese moderno standard/putonghua utilizza i caratteri cinesi semplificati pochi anni dopo la fondazione della Repubblica Popolare Cinese. I caratteri tradizionali sono ancora usati a Singapore, Taiwan, Hong Kong e Macao. Si usa ancora la versione tradizionale per scrivere gli hanja e gli Han tu' e anche i kanji, che hanno subito poche semplificazioni in larga misura marginali. I caratteri cinesi/sinogrammi sono scomponibili in unità minime, i radicali, che hanno una classificazione standard in 201 componenti del 2010 per stilare i dizionari. Questa classificazione deriva da un rimaneggiamento parziale di una lista comune a tutte le altre lingue in cui si usano o si sono usati i sinogrammi, cioè i 214 radicali Kangxi, dal nome di un celebre dizionario che li ha standardizzati, il dizionario Kangxi.
La pronuncia viene indicata con una romanizzazione detta pinyin, che ha soppiantato la vecchia romanizzazione, il sistema Wade-Giles dal nome degli inventori. Questa pronuncia contiene anche quattro diacritici (o, nella scrittura informatizzata corrente, i numeri da 1 a 5) per indicare la modulazione tonale per distinguere i vari significati di una stessa sillaba. Per la precisione, dati tre registri di voce (acuto, medio, grave) il cinese standard possiede un'intonazione piana e acuta (primo tono), crescente da media ad acuta (secondo tono), decrescente-crescente secondo il percorso medio-grave-acuto (terzo tono) e un'intonazione decrescente acuto-grave (quarto tono). In cinese standard si aggiunge il quinto tono, assente altrove (ad esempio cantonese, shanghainese, cinese standard di Taiwan) e che consiste in un'intonazione neutra che si appoggia come codina o appendice a quella precedente. Le consonanti iniziali in cinese standard hanno una differenza tra consonante aspirata e non aspirata e contano alcune consonanti retroflesse (pronunciate con la punta della lingua piegata all'indietro), che nella varietà di pronuncia non standard meridionale (ad esempio Taiwan, Fujian, Hainan, Shanghai, Canton, Hong Kong, Macao...) perdono la retroflessione. La parlata settentrionale possiede anche una -r a fine sillaba che indica il rotacismo, cioè la perdita di una sillaba che si riduce a un suono vagamente simile a una "r" retroflessa e non vibrante come in inglese. Il rotacismo in cinese standard, avente origine settentrionale e colloquiale, si studia nelle scuole pure se facoltativo da pronunciare (ma di fatto è molto diffuso) e si chiama erhua, da cui deriva il vocabolo "erizzazione".

## Mutazioni dal primo cinese medio
Il cinese standard presenta molte differenze con i dialetti conservativi meridionali e con la pronuncia sino-coreana, sino-giapponese e sino-vietnamita cristallizzata nei sinogrammi importati in queste tre lingue, dette "lingue sino-xeniche" perché appartenenti alla sinosfera, pure se non sono lingue sinitiche e non derivano dal protosinotibetano. Infatti le pronunce di questi dialetti (cantonese/dialetto yue, i minnan e in particolare gli hokkien, i dialetti wu incluso lo shanghainese e l'hakka) e le lingue sino-xeniche ritengono delle caratteristiche di pronuncia arcaica risalente al primo cinese medio, cioè una varietà parlata durante il Rinascimento Cinese (dinastia Tang; la varietà della dinastia Song invece si chiama tardo cinese medio) e che è successiva al cinese antico, di cui si hanno tracce dalla dinastia Shang alla dinastia Han. Il primo cinese medio si può ricostruire da rimari come il Qieyun e la sua espansione, il Guangyun. Il Qieyun in particolare era un dizionario di rime usato per declamare correttamente e scrivere bene le poesie in rima, molte scritte proprio durante il periodo Tang. La pronuncia confezionata ad hoc in quest'opera è un compromesso tra le varietà del nord e del sud. In base alle ricostruzioni del primo cinese medio (una molto diffusa, recente e celebre è la ricostruzione Baxter, 2011), si nota che il cinese standard ha perso i tre stop senza rilascio udibile di suono *-p, *-t, *-k, conservati in molte altre lingue (in giapponese sono accomodate con l'inserimento di una vocale, tale per cui diventano sillabe). Questi stop dopo il tardo cinese medio (e cioè durante il primo mandarino, parlato durante il khanato mongolo della dinastia Yuan) si erano leniti in un colpo di glottide a fine sillaba. Si è persa poi la consonante nasale *-m, che poteva chiudere una sillaba insieme a *-n e *-ng. Si sono pure perse molte distinzioni tra consonante sonora-sorda-aspirata sorda e tra consonante sonora-sorda, come anche colpo di glottide a inizio sillaba e la *ng- a inizio sillaba, come anche molti cluster vocalici complessi. Il mandarino standard eredita tre classi tonali antiche, cioè il tono piano/piatto, crescente e decrescente, già presenti nel primo cinese medio, ma perde l'intonazione sfuggita delle vocali a causa dei colpi di glottide, detta "tono entrante". Infine, come curiosità, il tono crescente in primo cinese medio/cinese rinascimentale deriva dalla caduta di un antichissimo colpo di glottide a fine sillaba risalente al cinese antico. Era presente pure in vietnamita e la caduta in entrambe le lingue ha innescato la tonogenesi. Il tono decrescente in primo cinese medio e vietnamita deriva dalla caduta di un'antica *-s, che tra cinese antico e primo cinese medio si era lenita in una *-h. Queste informazioni si possono notare nelle ricostruzioni del cinese antico (ad esempio Baxter-Sagart, 2014). Il cinese antico aveva anche dei prefissi, infissi e suffissi morfologici, poi scomparsi in primo cinese medio. La grammatica del tempo era sempre quella del cinese classico. Il baihua, che ha avuto una grande influenza sulla formazione della grammatica moderna, si sarebbe affermato più avanti (si pensi a romanzi come Il sogno della camera rossa di Cao Xueqin).

## Grammatica
Il cinese moderno non è una lingua "monosillabica" dato che il cinese moderno standard ha una struttura assai meno monosillabica rispetto al passato, in quanto sostantivi, aggettivi e verbi sono in gran parte bisillabici. La tendenza a creare parole bisillabiche nelle moderne lingue cinesi, in particolare in mandarino, è stata notevolmente accentuata se confrontata con il cinese classico. Questo è una lingua fortemente isolante, in cui ogni idea (morfema) corrisponde generalmente a una singola sillaba e a un singolo carattere; il cinese moderno, invece, ha la tendenza a formare le nuove parole attraverso parole bisillabiche, trisillabiche e sporadicamente quadrisillabiche (agglutinazione). In realtà, alcuni linguisti sostengono che la classificazione del cinese moderno come lingua isolante sia, per questa sola ragione, fuorviante. La morfologia cinese è strettamente legata a un numero prefissato di sillabe con una costruzione abbastanza rigida che sono i morfemi, le più piccole unità della lingua. Sebbene molti di questi morfemi monosillabici (字 zì, in cinese) possano stare da soli come parole individuali, essi di solito formano composti polisillabici (noti come 词/詞 cí), che assomigliano più da vicino alla tradizionale nozione occidentale di parola. Un cí ("parola") può consistere di uno o più morfemi-caratteri, di solito due, ma ce ne possono essere anche tre o più. Ad esempio:
- yn 云 "nuvola"
- hanbao 汉堡包 "hamburger"
- wo 我 "io, me"
- renmin 人民 "popolo"
- diqiu 地球 "globosità (terra)"
- shandian 闪电 "lampo"
- meng 梦 "sogno".

In generale, tutte le varietà di cinese moderno sono lingue isolanti (o analitiche), in quanto dipendono dalla sintassi (struttura di frase e ordine delle parole) piuttosto che dalla morfologia (cambiamenti nella forma della parola, come la coniugazione) per indicare la funzione della parola stessa all'interno di una frase. In altri termini, il cinese ha poche forme flesse – non possiede nessun tempo, nessuna diatesi (ad es. attivo, passivo, riflessivo), nessun numero (singolare e plurale, eccetto nei pronomi personali; esiste una marca di plurale nei nomi comuni di persona ma è facoltativa e ci si riesce a capire anche senza usarla), nessun articolo e nessun genere (in realtà esistono dei prefissi per il maschile/femminile per persone e almeno un paio per gli animali, ma sono facoltativi). Fa notevole uso di particelle grammaticali per indicare l'aspetto (azione finito/perfettivo VS azione in corso/imperfettivo). Nel cinese mandarino, questo implica l'uso di particelle come 了 le, 还 hai, 已经 yijing, ecc.
In cinese il determinante precede il determinato/ciò che è determinato. Nel caso del complemento di specificazione, determinante e determinato sono legati dalla particella de (的). Lo stesso costrutto si usa nelle relative (che/il quale/la quale...). Ad esempio:
- 马克的笔S, mǎkè de bǐP, lett. "la matita di Mark".
- 我的狗S, wǒ de gǒuP, lett. "il mio cane"

Siccome il verbo non si coniuga, il pronome personale è obbligatorio, come in inglese (in coreano e giapponese però si può omettere se scontato). Nella frase minima, il cinese segue l'ordine Soggetto Verbo Oggetto (a differenza del coreano e giapponese, che hanno il verbo sempre in fondo) e, come molte altre lingue dell'Asia orientale, fa un uso frequente della costruzione tema-rema per formare le frasi. L'avverbio e il gruppo preposizionale/introdotto da una preposizione, siccome si considerano determinante verbale, vanno prima del verbo. Il nome di tempo, importante anch'esso per capire se un'azione finita (aspetto perfettivo) si colloca nel passato, presente o futuro, si mette prima o dopo il soggetto. Inoltre ha un esteso sistema di numerali, un altro tratto in comune con lingue vicine come il giapponese e il coreano, ma esiste un solo sistema di numerali (il coreano e giapponese ne hanno due, uno nativo e l'altro sino-coreano e sino-giapponese. L'uso cambia solitamente in base al tipo di classificatore). I numeri sono affiancati ai classificatori e quasi classificatori, parole indicanti unità/quantità che nelle lingue europee si usano solo in prossimità di nomi non contabili (ad esempio un chilo di farina) ma che in cinese si usano con quasi tutti i sostantivi (ad esempio due unità/quantità di persone > "due persone"). Un'altra caratteristica grammaticale saliente comune a tutte le varietà parlate del cinese comprende l'uso della costruzione verbale seriale. Anche se le grammatiche delle varietà parlate del cinese condividono molti aspetti, esse possiedono anche significative differenze. Si veda l'articolo Grammatica cinese per la grammatica del mandarino standard (la lingua parlata cinese standardizzata) e gli articoli su altre varietà di cinese per le loro rispettive grammatiche.

## Premi Nobel per la letteratura in cinese
- Gao Xingjian 高行健 (2000,  Cina /  Francia)
- Mo Yan 莫言 (2012,  Cina)